# Calocheiridius rhodesiacus fuliginosus
Calocheiridius rhodesiacus fuliginosus es una subespecie de arácnido del orden Pseudoscorpionida de la familia Olpiidae.

## Distribución geográfica
Se encuentra en el sur de África.